# Хакимов, Зиявитдин
Зиявитдин Хакимов — советский хозяйственный и государственный деятель, лауреат Государственной премии СССР за выдающиеся достижения в труде.

## Биография
Родился в 1941 году в Таджикской ССР. Член КПСС.
В 1955-1991 — колхозник, звеньевой, бригадир хлопководов совхоза «Навкорам» («Целина») Зафарабадского района Ленинградской области Таджикской ССР..
За выдающиеся достижения в труде, освоение и внедрение комплексной механизации при возделывании технических, овощных, плодовых культур, картофеля и получение высоких устойчивых урожаев был в составе коллектива удостоен Государственной премии СССР за выдающиеся достижения в труде 1975 года.
Депутат Верховного Совета Таджикской ССР 11-го созыва. Делегат XIX конференции КПСС.
Жил в Таджикистане.

## Награды
- Орден Ленина[1]
- Орден Октябрьской Революции[1]
- Орден Трудового Красного Знамени[1]
- Орден Дружбы народов (24.07.1986)